# Ordine di Stefano il Grande
L'Ordine di Stefano il Grande è un'onorificenza della Moldavia.

## Storia
L'ordine è stato istituito il 30 luglio 1992 ed è dedicato a Ștefan III cel Mare, voivoda di Moldavia dal 1457 al 1504.

## Assegnazione
L'ordine è assegnato per premiare:
- azioni eroiche e sapiente guida nelle operazioni militari;
- il coraggio speciale mostrato nell'assicurare l'ordine pubblico, proteggendo i diritti umani e le libertà;
- il coraggio e l'altruismo dimostrati nel garantire la sicurezza dello Stato nell'esecuzione di compiti speciali;
- altri meriti particolarmente importanti nella difesa della libertà e dell'indipendenza della Repubblica di Moldavia.

## Insegne
- L'insegna è una stella d'argento a raggi divergenti. I raggi principali sono convessi e d'argento con zirconi all'estremità. I raggi escono da sotto il medaglione d'argento con il bordo sporgente. Al centro del medaglione vi è il busto di Stefano il Grande. Lo sfondo del medaglione è smaltato bianco. Sul bordo del medaglione vi è l'iscrizione dorata convessa "Stefan cel Mare". Il rilievo del busto è ossidato. Il diametro dell'insegna è di 45 mm. L'insegna ha sul rovescio un perno filettato con un dado per il fissaggio ai vestiti.
- Il nastro è rosso con bordi per metà gialli e metà blu.